# Amerykańskie graffiti
Amerykańskie graffiti (ang. American Graffiti) – amerykański komediodramat z 1973 roku w reżyserii George’a Lucasa.

## Fabuła
Akcja filmu rozgrywającego się w małym kalifornijskim miasteczku – Modesto, przedstawia grupę nastolatków podczas ostatniej nocy wakacji poprzedzających ukończenie przez nich szkoły średniej.
W filmie przedstawiony jest obraz czterech młodych mężczyzn: Curta, Steve'a, Terry’ego i Johna.